# Шестюк, Александр Владимирович
Александр Владимирович Шестюк (бел. Аляксандр Уладзіміравіч Шасцюк; род. 5 июня 2002, Брест) — белорусский футболист, нападающий клуба «Ислочь».

## Клубная карьера

### «Динамо-Брест»
С 2016 по 2019 год играл за «Динамо-Брест» в детско-юношеском чемпионате Беларуси. С 2019 года Шестюк играл за дублирующий состав «Динамо». В феврале 2021 года подписал новый трёхлетний контракт с клубом. Вместе с командой стал победителем международного зимнего турнира «Winter Cup 2021», где стал лучшим бомбардиром турнира с 5 забитыми голами. Дебют в чемпионате Беларуси состоялся 14 марта 2021 года в матче против речицкого «Спутника», в котором Шестюк отметился голом. В дальнейшем закрепился в основе динамовцев, играл преимущественно в стартовом составе команды.
В январе 2022 года подписал контракт с футбольным клубом «Нижний Новгород». 16 февраля 2022 года на правах аренды отправился в латвийский клуб РФС. Однако футболист не заиграл ни в одном из клубов и летом 2022 года получил статус свободного агента. В июле 2022 года вернулся в брестское «Динамо». Первый матч сыграл 10 июня 2022 гоад в матче против жодинского «Торпедо-БелАЗ». Первый гол забил в матче 7 октября 2022 года против могилёвского «Днепра». За проведённые пол сезона в клубе футболист записал на свой счёт 4 гола и результативную передачу. В декабре 2022 года тренировался с «Энергетиком-БГУ». Футболистом также стал интересоваться борисовский БАТЭ. В январе 2023 года официально покинул клуб.

### БАТЭ
В январе 2023 года футболист перешёл в борисовский БАТЭ. Дебютировал за клуб 4 марта 2023 года в матче Кубка Беларуси против бобруйской «Белшины». Вышел в полуфинал Кубка Беларуси, победив бобруйский клуб 11 марта 2023 года в ответном четвертьфинальном матче. Первый матч в чемпионате сыграл 18 марта 2023 года против «Гомеля». Дебютный гол за клуб забил 19 апреля 2023 года в первом полуфинальном матче Кубка Беларуси против гродненского «Немана», чем помог на последних минутах вырвать ничью. Свой первый гол за клуб в рамках Высшей Лиги забил 6 мая 2023 года в матче против бобруйской «Белшины». По итогу полуфинальных матчей Кубка Беларуси обыграл гродненский «Неман» и вышел в финал. Стал серебряным призёром Кубка Беларуси, где в финале 28 мая 2023 года уступил жодинскому «Торпедо-БелАЗ». В июле 2023 года футболист вместе с клубом отправился на квалификационные матчи Лиги чемпионов УЕФА. Первый матч в рамках еврокубкового турнира сыграл 11 июля 2023 года против албанского клуба «Партизани», выйдя на замену на 79 минуте. В ответном матче против «Партизани» 18 июля 2023 года футболист отличился забитым голом и помог выйти клубу во второй квалификационный раунд. В рамках квалификаций Лиги Европы УЕФА вместе с клубом уступил молдавскому «Шерифу» и выбыл в квалификационный раунд плей-офф Лиги конференций УЕФА. В квалификационном раунде плей-офф Лиги конференций УЕФА футболист вместе с клубом уступил по сумме матчей косоварскому «Балкани» и закончил еврокубковую компанию. На протяжении сезона футболист был в клубе преимущественно игроком замены, отличившись 5 забитыми голами и 2 результативными передачами во всех турнирах. По итогу сезона вместе с клубом футболист занял итоговое пятое место в чемпионате. В январе 2024 года футболист приступил к подготовке к новому сезону вместе с борисовским клубом. Новый сезон футболист начал 6 марта 2024 года с четвертьфинального матча Кубка Беларуси против минского «Динамо», выйдя на замену на 87 минуте. В конце марта 2024 года футболист покинул борисовский клуб, расторгнув контракт по соглашению сторон.

### «Ислочь»
В марте 2024 года футболист присоединился к «Ислочи», подписав контракт до конца сезона. Перед началом сезона 2025 года Шестюк продлил контракт с «Ислочью» еще на один год.

## Карьера в сборной
Выступал за юношескую сборную Беларуси до 17 лет. В составе команды стал победителем Кубка Развития 2019 года в Минске.
В марте 2021 года главный тренер молодёжной сборной Беларуси Олег Никифоренко вызвал Шестюка в стан команды на товарищеские матчи против Армении и Грузии. Дебют в составе команды состоялся 26 марта 2021 года в игре против Армении (1:2).